# Arhat-Statuen im Baosheng-Tempel

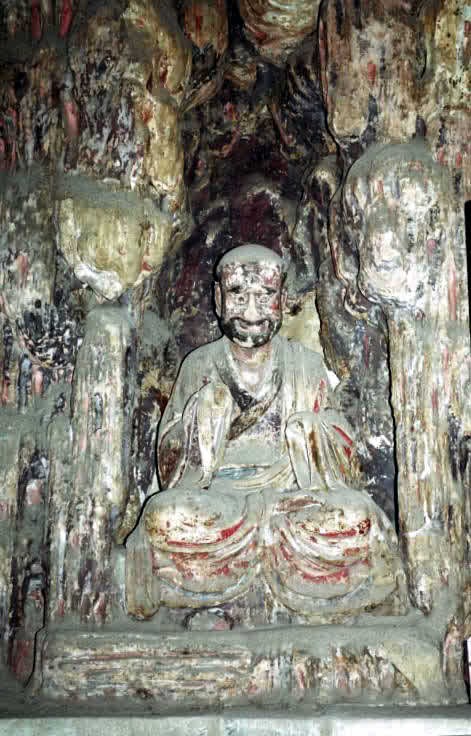
Arhat (Luohan)-Skulptur im Baosheng-Tempel, Luzhi, Suzhou

Die Arhat-Statuen im Baosheng-Tempel (chinesisch 保圣寺罗汉塑像, Pinyin Bǎoshèng sì Luóhàn sùxiàng, englisch Arhat Statues in Baosheng Temple) sind eine Gruppe berühmter bemalter Tonskulpturen aus der Zeit der Nördlichen Song-Dynastie.

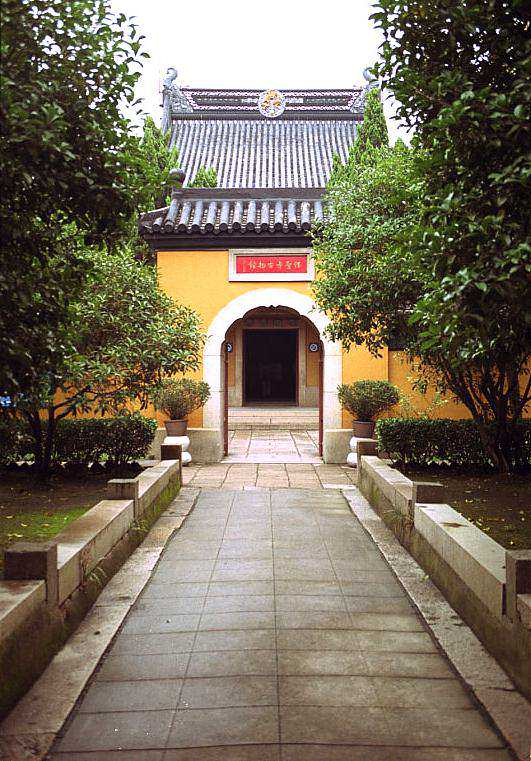
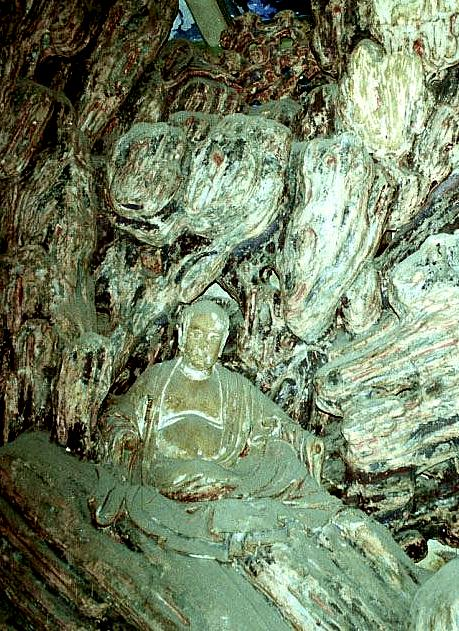

Der Baosheng-Tempel (保圣寺) befindet sich in der West-Straße (Xijie) der Großgemeinde Luzhi des Stadtbezirks Wuzhong (im früheren Kreis Wu) von Suzhou in der chinesischen Provinz Jiangsu. Er wurde ursprünglich im Jahr 503, anderen Angaben zufolge in Zeit der Tang-Dynastie erbaut. In der Song-, Ming- und Qing-Dynastie fanden weitere Bauarbeiten statt. 
Der Tempel beherbergt lebensnahe Reliefskulpturen aus bemaltem Ton, die sich von einem Hintergrund aus Wolken, Bergen und Seen abheben. Sie wurden früher dem berühmten Skulpteur Yang Huizhi (杨惠之) der Tang-Dynastie zugeordnet, neuere Untersuchungen zufolge stammen sie aus der Zeit der Nördlichen Song-Dynastie. Ursprünglich war es eine Gruppe von Achtzehn Arhats (Shiba Luohan), im Jahr 1927 wurde die Haupthalle durch ein Feuer zerstört und so sind heute nur noch neun davon erhalten. Der Baosheng-Tempel ist heute ein Museum.
Die Arhat-Statuen im Baosheng-Tempel (Baosheng si Luohan suxiang) stehen seit 1961 auf der Liste der Denkmäler der Volksrepublik China (1-135). 